# Mithqal

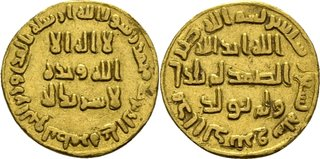
Un dinar or du calife omeyyade Abd Al-Malik, frappé à Damas, Syrie, en AH 75 (697/698), qui pèse presque 1 mithqal (4.25 grammes)

Le mithqal est une unité de mesure de masse égale à 4,25 grammes et principalement utilisée pour les métaux précieux. Le dinar d'or est égal à 1 mithqal. Dans le monde musulman, ce terme pouvait désigner un dinar or. L'unité a aussi été appelée « miskal ».
Ce mot arabe, issu de la racine th.q.l : « peser », est apparenté à l’hébreu shekel (sheqel, racine sh.q.l : « peser »).
À titre d'exemple, le dinar or fondé sous Abd al-Malik pèse 1 mithqal, soit 4,25 g.

## Facteurs de conversion
| Unité     | Mithqal | Gramme     | Once troy    |
| --------- | ------- | ---------- | ------------ |
| Mithqal   | 1       | 4,25       | 0,13664      |
| Gramme    | 0,2353  | 1          | 0,0321507466 |
| Once troy | 7,3258  | 31,1034768 | 1            |